# Chiesa dell'Annunziatella
La chiesa di Sant'Andrea Apostolo, detta dell'Annunziatella di Salerno si trova in via Canali, nell'antico quartiere longobardo della città.

## La storia
Inaugurata nel 1758 era utilizzata della fanciulle ricoverate nel vicino conservatorio che potevano accedervi direttamente dal secondo piano dell'istituto, attraverso un ingresso realizzato con la trasformazione dell'ala destra del quadri portico. Dei due cori riservati uno è collocato sull'altare maggiore, protetto da un'elegante grata di legno dorata, e l'altro sul portale d'ingresso.
La facciata è decorata da motivi bianchi su fondo giallo ocra e presenta un portale in pietra affiancato da due nicchie circondate da cornici in stucco e sormontato da un timpano sul quale si trova lo stemma del conservatorio. Nella facciata recentemente ristrutturata si appoggia una fontana, col caratteristico tetto a cupola. L'interno, decorato con stucchi barocchi, presenta un'unica navata con cappelle laterali in cui, racchiusi in cornici, si trovano dei dipinti settecenteschi raffiguranti: "San Domenico e san Francesco", "San Carlo Borromeo", "Il transito di san Giuseppe". L'altare maggiore fu realizzato in marmi policromi tra il 1767 ed il 1772 su progetto dell'ingegnere Carlo Sessa, dal maestro Pasquale Cartolano.
Annesso alla chiesa è il conservatorio Ave Gratia Plena Minor, antico monastero adibito a conservatorio della Pietà per le giovani e nobili salernitane, che vi studiavano musica. Attualmente, esso ospita l'ostello della Gioventù, ed è visitabile il solo cortile, presentante un'artistica fontana ed un loggiato "catalano".
La chiesa subì seri danni durante i combattimenti dello sbarco alleato nel settembre 1943 (Sbarco a Salerno). Dopo un lungo periodo di inattività, è stata restaurata e riconsacrata nel 1994.